# Wieruszów (Basse-Silésie)
Pour les articles homonymes, voir Wieruszów (homonymie).
Wieruszów est une localité polonaise de la gmina et du powiat de Świdnica en voïvodie de Basse-Silésie.